# Temistoklis Wizas
Temistoklis (Temis) Wizas, gr. Θεμιστοκλής (Θέμης) Βύζας (ur. 13 listopada 1930 w Ptolemaidzie, zm. 2 listopada 2015) – grecki polityk i prawnik, parlamentarzysta krajowy, w 1981 poseł do Parlamentu Europejskiego I kadencji.

## Życiorys
Ukończył prawo i ekonomię na Uniwersytecie Arystotelesa w Salonikach, kształcił się też w zakresie prawa pracy. Praktykował następnie jako adwokat. Należał do młodzieżówki Narodowej Partii Radykalnej, następnie wstąpił do Nowej Demokracji. W latach 1974–1985 zasiadał w Parlamencie Hellenów I, II, III i IV kadencji z okręgu Kozani (w 1985 utracił fotel decyzją sądu). W 1977 był sekretarzem krajowej legislatywy. Od 1 stycznia do 18 października 1981 wykonywał mandat posła do Parlamentu Europejskiego w ramach delegacji krajowej. Pozostał deputowanym niezrzeszonym, należał do Komisji ds. Środowiska Naturalnego, Zdrowia Publicznego i Ochrony Konsumentów.